# 花落冬陽 -lost in winter-

《花落冬陽 -lost in winter-》（英語版名：Snowdreams - lost in winter -，簡稱花落冬陽）是由台灣團隊觀象草圖原創獨立製作的冒險遊戲（AVG）。在2015年末發表製作消息，並於2016年1月底公開體驗版，同年7月16日官方推出遊戲的前導漫畫。故事以台北東區為背景，遊戲中許多地點、背景甚至是物品都是實際存在的（少數參考原型已經消失）。但因為是獨立製作，成員皆為利用下班後空閒時間動工，正體中文版在2022年3月9日上架。不過目前除了正體中文版外，還預定有簡體中文和英文版，以及登錄Steam的企劃。

## 歷程概要
- 2015年8月7日：《花落冬陽》的STAFF開發BLOG成立並成立Facebook粉絲專頁[10]
- 2015年12月11日：公布《花落冬陽》2015聖誕節特別活動：遊戲先行版搶先體驗！[11]
- 2015年12月20日：預告體驗版釋出時間為2016年1月[12]
- 2015年12月31日：釋出故事簡介和短PV[13]
- 2016年1月22日：於STAFF開發BLOG宣布《花落冬陽》的體驗版將於1/30發佈[14]
- 2016年1月28日：台灣團隊「+ 觀象草圖 +」首次參加台北國際電玩展，並展出自製的戀愛遊戲《花落冬陽》[15]
- 2016年1月30日：正式公開體驗版（網路下載）[16]
- 2016年4月2日：宣布夏芊帆（小芊）黏土人企劃[17][18]和官方漫畫的消息[19]
- 2016年10月21日：宣布有特別篇小遊戲，並公布部分開發畫面[20]
- 2016年12月16日：宣布將於12/22開放《花落冬陽》2016聖誕特別篇遊戲下載[21]
- 2016年12月22日：開放《花落冬陽》的番外篇遊戲[註 3]——《花落冬陽 - 2016 聖誕特別篇 -》下載[22]，並且舉辦人氣投票活動[23]
- 2016年12月30日：宣布「英文／簡中體驗版」以及「登錄STEAM綠光」兩項重大企劃[9]
- 2017年1月25日：《花落冬陽》在Steam平台上綠光（Greenlight）通過[24]
- 2021年4月29日：《花落冬陽》釋出新的體驗版。
- 2022年3月9日：《花落冬陽》正式在steam上販售。

## 內容簡介

### 本篇
聖誕節前夕，人來人往的台北東區街頭既冰冷又熱絡。謝子臣為了追尋作家之夢而離家，至今已近一年，然而無法跨越的現實之壁，卻一次次迫使他退回原點。
在人生的十字路口停滯不前的他，邂逅了兩名少女。熱情直率的咖啡廳打工少女「夏芊帆」、以及充滿謎團的神秘幽靈「雪見」。
與兩人的相遇，讓他重新審視自身夢想的初衷，也喚醒了那段被埋藏在內心深處的記憶……
夢想與羈絆的天枰將傾向何方？在靜止的灰色世界，尋找未曾飄降的細雪──

### 2016聖誕特別篇
謝子臣走在台北東區的街頭，一邊享受著難得的聖誕氣氛，一邊在內心盤算著一年一度的聖誕夜打算做些什麼：要和心儀的女孩逛街約會？陪可愛的妹妹唱卡啦OK？還是回家下廚煮點好吃的犒賞自己？
此時，身後卻突然傳來一個熟悉的聲音叫住了他……

「人類，要不要和我簽下契約啊……」

……他內心突然有了不妙的預感……
今年的聖誕夜，似乎會過得不太平靜呢──

### 有病特別篇
為了趕上輕小說比賽截稿日，
謝子臣獨自在深夜專注的寫稿，
連日熬夜的他終究敵不過睡意，
夢中，自稱寫作之神的女孩菲呂菈出現在他面前。
「只要讓子臣你成為名作家就好了。」
女神突如其來的宣言，
是否會就此改變了青年的命運？
在菲呂菈的熱心指導下
謝子臣能如願達成暢銷作家的夢想嗎？

## 登場角色
謝子臣
CV：蔣鐵城
年齡：25；興趣：閱讀、逛百貨商場；特技：心算、腦內規劃
本作主角，一位以職業小說家為目標的青年，目前為了專心寫作搬出家裡一個人居住。
常常會到冬陽咖啡廳寫稿（使用筆記型電腦），並請在出版社工作的好友羅少峰幫忙看稿給出意見。
雪見
CV：林沛笭
年齡：？？；興趣：閱讀、品嘗食物；特技：漂浮、穿牆
體驗版中未正式出場（僅在最後稍微露臉）的角色，為本作重要女角之一。
潛伏在謝子臣住處的幽靈，並將子臣視為入侵者，想將他趕出公寓。
夏芊帆
CV：連思宇
年齡：22；興趣：逛創意市集、靈異怪談；特技：泡咖啡、素描
本作女主角之一、在冬陽咖啡廳打工的女大學生，亦為官方認定的看板娘，暱稱「小芊」。活潑開朗受到客人的歡迎，一副娃娃臉常被誤認為高中生。她的目標是開一間自己理想中的咖啡廳，為此正在努力學習與存錢。
嘗試自己做餅乾，並在徵得咖啡店老闆的同意後，給予來店的客人試吃（其中也包括子臣）。起初客人因為芊帆外表可愛而不忍說出實情（餅乾吃起來真正的感想），只有子臣說出實際的想法，因此兩人關係有點尷尬。之後在超市巧遇，謝子臣給芊帆不少關於做餅乾的建議，兩人關係才重新恢復。
羅少峰
CV：王辰驊
年齡：27；興趣：兜風、打電動；特技：直覺敏銳、百病不侵
子臣的死黨，雖然頂著醒目金髮又愛穿著一身很「台」的打扮（外面一件花襯衫，裡面的T-shirt上有著「幹！我好帥」的字樣），卻又是某出版社的職員，從事文藝工作，而且對時代潮流和作品的直覺敏銳。個性心直口快行事灑脫，不在意他人目光。雖然是我行我素的人，但工作方面做得挺不錯。目前單身。
常常和子臣約在冬陽咖啡廳見面幫他看稿，並給子臣很多寫作方面的建議。
謝子璇
CV：楊詩穎
年齡：17；興趣：溜狗、看電視；特技：馴服動物、跆拳道
子臣的妹妹，兩人從小一起長大。個子嬌小，性格活潑外向、獨立自主。喜歡看各式各樣的鄉土劇、綜藝節目和影集。運動神經很好，對跆拳道和一些基本防身術有所心得。雖然每次見到哥哥會和他拌嘴個幾句，但總擔心著在外獨居的哥哥，希望他早點回家。
在子臣離家後接手了照顧寵物柴犬Nono的任務。
莫雲
CV：江志倫
年齡：58；興趣：旅行、開發風味飲料；特技：據說身懷108種特技
冬陽時光咖啡廳的店長。泡的一手好咖啡與好茶，年輕時似乎累積了許多歷練，身懷多種技術。若客人有意願的話，他很樂意交流各種經驗（曾多次向子臣遊說），經營這家咖啡廳可說是為了實踐自身的「感性」。
楠希姐
CV：張乃文
年齡：？？；興趣：游泳；特技：按摩、八面玲瓏
東區最大日系書店「城心書坊」的副店長。相當有人望，也是店內重鎮。容貌年輕美麗，像個可愛的傻大姐，又不失精明幹練。有種捉摸不定的神秘感。
和子臣在書坊打工時認識。欣賞子臣的工作能力，很希望他早日轉正職。
黃尚
CV：鈕凱暘
年齡：46；興趣：圍棋、設計家具；特技：太極拳、木工
子臣住處的房東。為人一板一眼，正經八百的西裝男子，曾被誤以為是黑社會，其實是腳踏實地的好人。認為「按時繳房租、維護屋況的就是好房客，而關照好房客便是房東的責任」，因此對子臣在各方面都相當照顧。
謝金龍
CV：馬國堯
年齡：58；興趣：圍棋、品茶；特技：努力不懈
子臣與子璇的父親，擇善固執、作風硬派的男性，理性並講究實際。對長子的作家夢無法看好，雙方都不退讓大吵一架，之後子臣便獨自搬了出去。父子目前似乎仍處於冷戰狀態。
蘇嘉成
CV：喬資淯
子臣東區租屋處社區大樓的同一層鄰居。看起來冷淡，其實人不錯。八字較輕，有一點靈感體質。
莉莉
CV：穆宣名
子臣東區租屋處住在同一層的鄰居。一舉一動都很high、不在意他人眼光、十分八卦，經常拉著左鄰右舍參加他的團購。
Nono
CV：徐偉翔
年齡：？？；興趣：吃吃吃；特技：雙腳站立、裝死
謝家飼養的柴犬，先前由子臣照料。在他搬出去後則改由子璇負責照顧。
何語萱
CV：連宓均

## 遊戲
《花落冬陽 -lost in winter-》於2015年由觀象草圖原創並開始製作，工具採用The NVL Maker製作。2016年1月公布體驗版（佔正式版約四分之一，劇本字數約五萬餘字，正常遊玩速度花費約兩個小時，而且暫時沒有配音只有語音SE）。在2021/4/29開放新的體驗版，劇情到第三章的中段。完整版於2022/3/9發售。
2016年12月22日開放《花落冬陽》的番外篇遊戲——《花落冬陽 - 2016 聖誕特別篇 -》免費下載，遊戲時間約遊戲時間約 60～90 分鐘。還舉辦人氣投票活動，票選第一名的會製作小周邊。

## 衍伸作品

### 漫畫
《日常中的非日常INTERLUDE》
《日常中的非日常INTERLUDE》是遊戲《花落冬陽》的前導漫畫。漫畫並未由出版社出版，而是製作組自行送印裝訂，並在特定通路上販售。在官方臉書粉絲專頁上有完整試閱，實體本收錄完稿版和額外的7篇短篇漫畫。大小為B5，採用騎馬釘裝訂，黑白影印。

## 外部連結
- 《花落冬陽 （页面存档备份，存于）》的官方網站
- 《花落冬陽 （页面存档备份，存于）》的官方網站（舊）
- 《花落冬陽 （页面存档备份，存于）》的Facebook專頁
- 《花落冬陽 （页面存档备份，存于）》的STAFF開發BLOG
- 原畫師《日津樹伶》的推特 （页面存档备份，存于）
- 腳本師《嘯月》的推特
- 《花落冬陽 -lost in winter-》在視覺小說數據庫的頁面 （英文）